# 1. HOL 1996./97.
Prva hrvatska odbojkaška liga za 1996./97. je predstavljala šesto izdanje najvišeg ranga odbojkaškog prvenstva Hrvatske. 
Sudjelovalo je trinaest klubova, a prvak je šesti put zaredom bila Mladost iz Zagreba.

## Konačni poredak
| mj. | klub                    | bod |
| --- | ----------------------- | --- |
| 1.  | Mladost (Zagreb)        | 46  |
| 2.  | Akademičar (Zagreb)     | 44  |
| 3.  | Varaždin (Varaždin)     | 43  |
| 4.  | Metalac-OLT (Osijek)    | 42  |
| 5.  | Rijeka (Rijeka)         | 37  |
| 6.  | Karlovac (Karlovac)     | 36  |
| 7.  | Novi Zagreb (Zagreb)    | 36  |
| 8.  | Pauk Veronika (Županja) | 32  |
| 9.  | Mladost (Kaštel Lukšić) | 31  |
| 10. | Metaval (Sisak)         | 31  |
| 11. | Željezničar (Osijek)    | 30  |
| 12. | Daruvar (Daruvar)       | 29  |
| 13. | Rovinj (Rovinj)         | 29  |